# Pierre-Jean-François Percin de Montgaillard
Pierre-Jean-François Percin de Montgaillard (né à Toulouse le 29 mars 1633 et mort le 13 mars 1713 à Saint-Pons-de-Thomières) est un ecclésiastique qui fut évêque de Saint-Pons-de-Thomières de 1664 à 1713.

## Biographie
Bien que la tradition de la famille de Percin avance que la lignée est issue de la famille Percy du Northumberland, elle n'apparait en Gascogne qu'avec Bertrand, notaire et secrétaire du roi à Lectoure en 1556. Pierre-Jean-François Percin est donc le fils de Pierre-Pol seigneur de Montgaillard, maître de camp d'un régiment d'infanterie, exécuté en 1638 à Casale pour avoir rendu à l'ennemi, faute de munition, la place forte de Breme dans le Milanais avant d'être réhabilité en 1643 et de Françoise de Murviel, la nièce de l'évêque Anne de Murviel. Il fait ses premières études à Montauban et Toulouse puis les poursuit à l'université de Paris à partir de 1654. Il obtient sa maîtrise ès arts en 1655, sa licence de théologie en 1660 et son doctorat en 1661. Pendant trois ans, il est socius de la Sorbonne (1660-1663) ; c'est là qu'il reçoit les ordres mineurs puis est ordonné prêtre. Il est alors pourvu en commende de l'abbaye Saint-Marcel.
Il est nommé évêque en 1664, confirmé le 12 janvier 1665 et consacré à Chaillot en juillet par l'évêque d'Uzès. Prélat proche de l'abbaye de Port-Royal de Paris, son très long épiscopat de près d'un demi-siècle est très tumultueux. Il commence par un conflit en 1677 avec l'évêque de Toulon Jean de Vintimille du Luc qui a ouvertement critiqué le « rituel janséniste d'Alet » et qu'il porte devant le pape. Les mandements promulgués par l'évêque de Saint-Pons sont condamnés par les tribunaux, les évêques de la région et même les papes successifs. Il polémique également avec Fénelon et il interdit ensuite dans son diocèse les Récollets qui font appel de la sentence épiscopale. Il s'ensuit des écrits, des libelles, des procès et des arbitrages qui durent de longues années.
Les jugements sur Percin de Montgaillard sont contrastés ; Honoré Fisquet est sévère avec lui alors que les auteurs de  la Gallia Christiana plus proches des thèses jansénistes le louent. L'évéque meurt « en paix » dans son château de Saint-Chinian le 13 mars 1713, dans sa quatre vingtième année quelques mois avant la bulle Unigenitus qu'il aurait sans doute rejetée.